# سقاية كنج عثمان
سقاية كنج عثمان
كنج عثمان هو أحد المحاربين العثمانيين الذين اسهموا بفتح عدد من المدن العراقية ، قبل قدوم السلطان مراد الرابع سنة 1638م،
 حيث توجد سقاية للماء عند قبر هذا المقاتل ببغداد، ولا يعرف تاريخ إنشائها سميت، سقاية كنج عثمان، والمرجح انها انشأت سنة 1720م، عند قيام والي بغداد حسن باشا بتجديد قبة قبره، ومصلاه وتزيينه بقطع القاشاني ونقش عليه المناسبة وتاريخها.
بقيت سقاية كنج عثمان قائمة حتى مطلع القرن العشرين، وقد عمرتها دائرة الاوقاف وما حولها من آثار سنة 1908م، ولكن في سنة 1914م، هدمت هذه السقاية وسويت بالأرض، ولم يبقى سوى القبر وحده في الطريق. وعند احتلال الإنجليز مدينة بغداد سنة 1917م قاموا بازالة القبر وتسويته في الطريق، ونقلت بقايا جثمان كنج عثمان إلى مقبرة الشهداء خارج سور مدينة بغداد.